# Комаров, Иван Михайлович

Могильная плита на семейном захоронении в п. Песочный.

Иван Михайлович Комаров (1909, Большое Сидельниково — 24 октября 1975, Ленинград) — Герой Советского Союза (медаль № 205).

## Биография
Родился в 1909 году в деревне Большое Сидельниково ныне Сандовского района Тверской области в крестьянской семье. Русский. Член ВКП(б)/КПСС с 1943 года. Окончил начальную школу. Работал бетонщиком в городе Рыбинске Ярославской области.
В Красной Армии в 1929-33 годах, служил в 1-м (Ухтинском) погранотряде Ленинградского пограничного округа. В 1939 году призван вновь. Участник советско-финской войны 1939—1940 годов.
Стрелок 274-го стрелкового полка (24-я стрелковая дивизия, 7-я армия) красноармеец Иван Комаров при наступлении батальона на укреплённый район у реки Линтула отыскал удобное для форсирования место и огнём прикрывал подразделения, преодолевавшие реку. Во время переправы через реку Косен-Йоки отважный воин уничтожил пять и пленил столько же солдат противника.
Указом Президиума Верховного Совета СССР от 15 января 1940 года «за образцовое выполнение боевых заданий командования на фронте борьбы с финской белогвардейщиной и проявленные при этом отвагу и геройство» красноармейцу Комарову Ивану Михайловичу присвоено звание Героя Советского Союза с вручением ордена Ленина и медали «Золотая Звезда» (№ 205).
Участник Великой Отечественной воины с 1941 года. И. М. Комаров командовал ротой, батальоном, был заместителем командира полка.
С 1947 года капитан И. М. Комаров — в запасе, а затем в отставке. Жил и работал в городе-герое Ленинграде. Избирался депутатом Василеостровского районного Совета. Скончался 24 октября 1975 года. Похоронен на поселковом кладбище в посёлке Песочный .
Награждён орденом Ленина, медалями.